# Härsvatten
Härsvatten är en sjö i Kungälvs kommun och Stenungsunds kommun i Bohuslän och ingår i Göta älv-Bäveåns kustområde. Sjön är 7,5 meter djup, har en yta på 0,237 kvadratkilometer och är belägen 130,2 meter över havet. Härsvatten ligger i Svartedalen Natura 2000-område.

## Delavrinningsområde
Härsvatten ingår i det delavrinningsområde (643907-126989) som SMHI kallar för Mynnar i Anråse å. Medelhöjden är 116 meter över havet och ytan är 39,07 kvadratkilometer. Det finns inga avrinningsområden uppströms utan avrinningsområdet är högsta punkten. Rördalsån som avvattnar avrinningsområdet har biflödesordning 2, vilket innebär att vattnet flödar genom totalt 2 vattendrag innan det når havet efter 6,1 kilometer. Avrinningsområdet består mestadels av skog (81 procent). Avrinningsområdet har 4,08 kvadratkilometer vattenytor vilket ger det en sjöprocent på 10,4 procent.

## Bilder

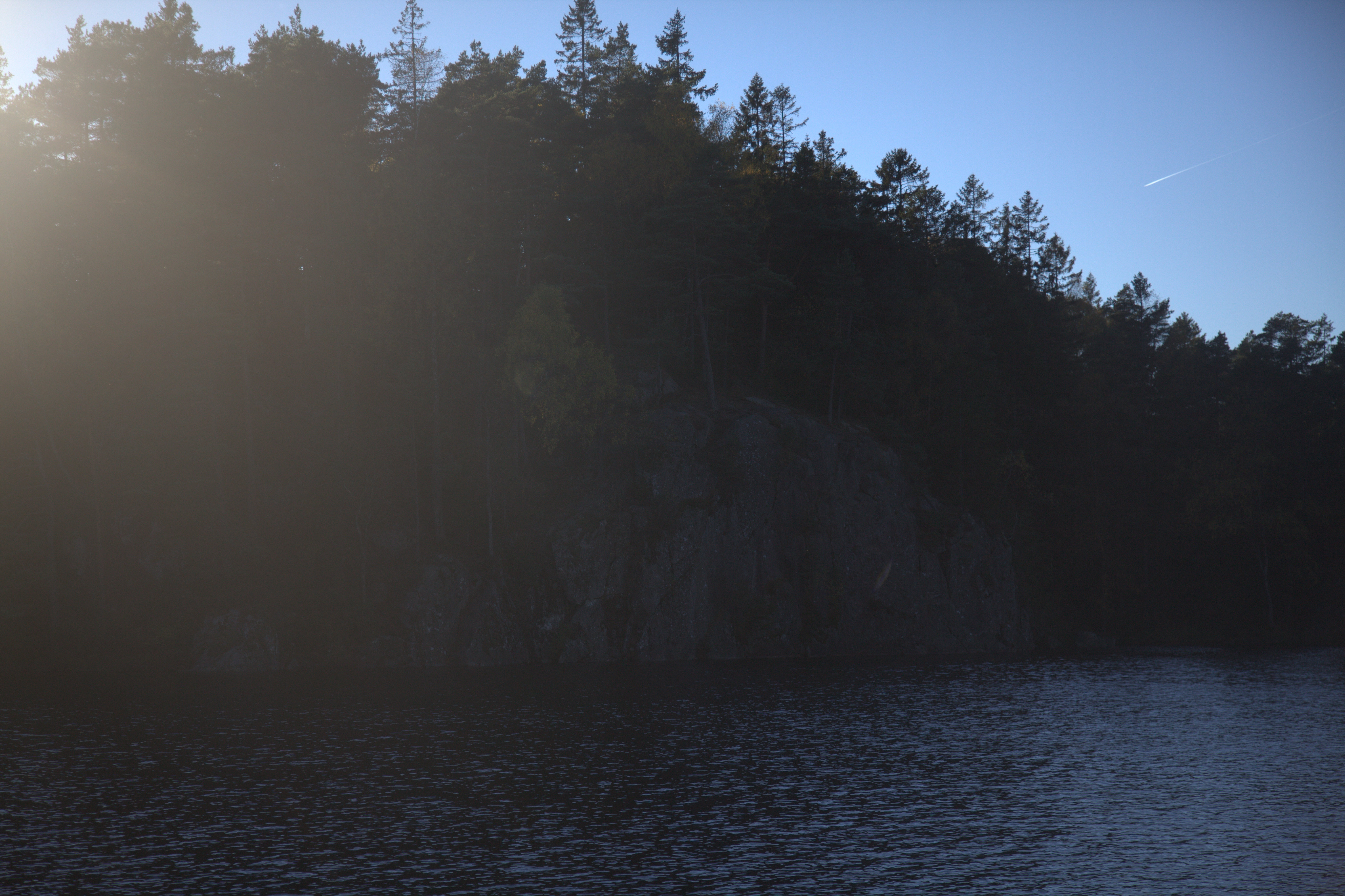
Stup i södra änden.
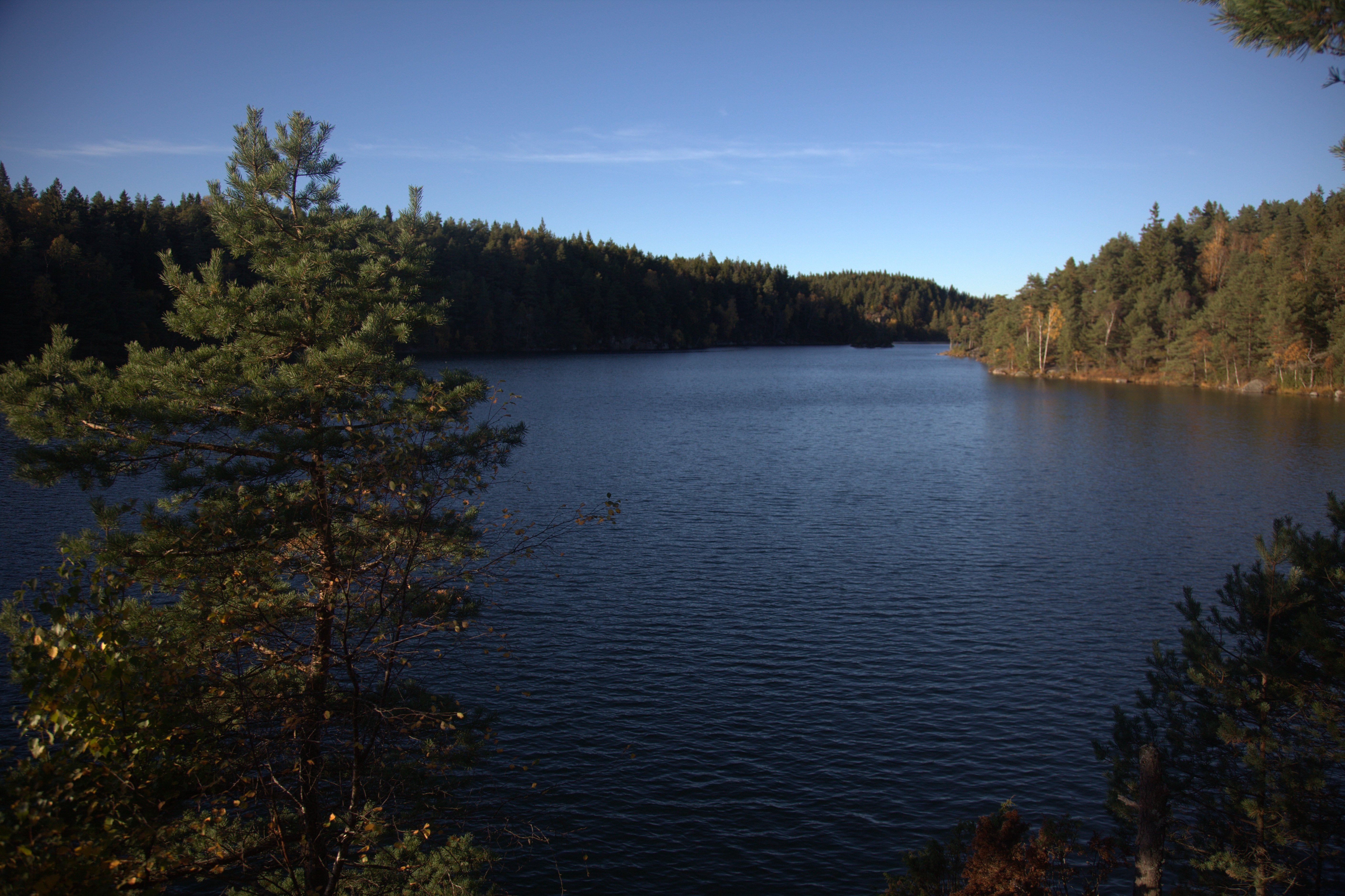
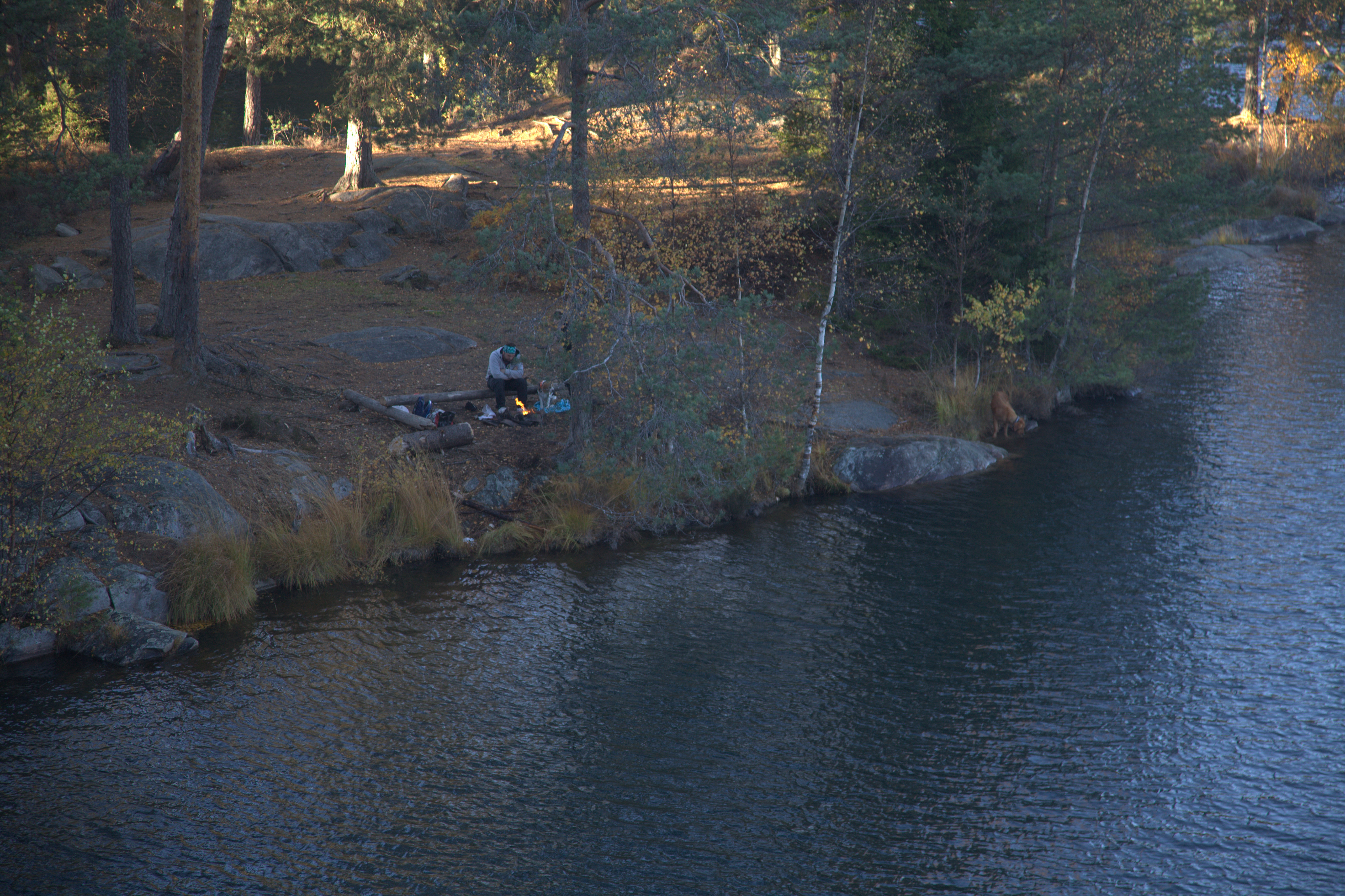
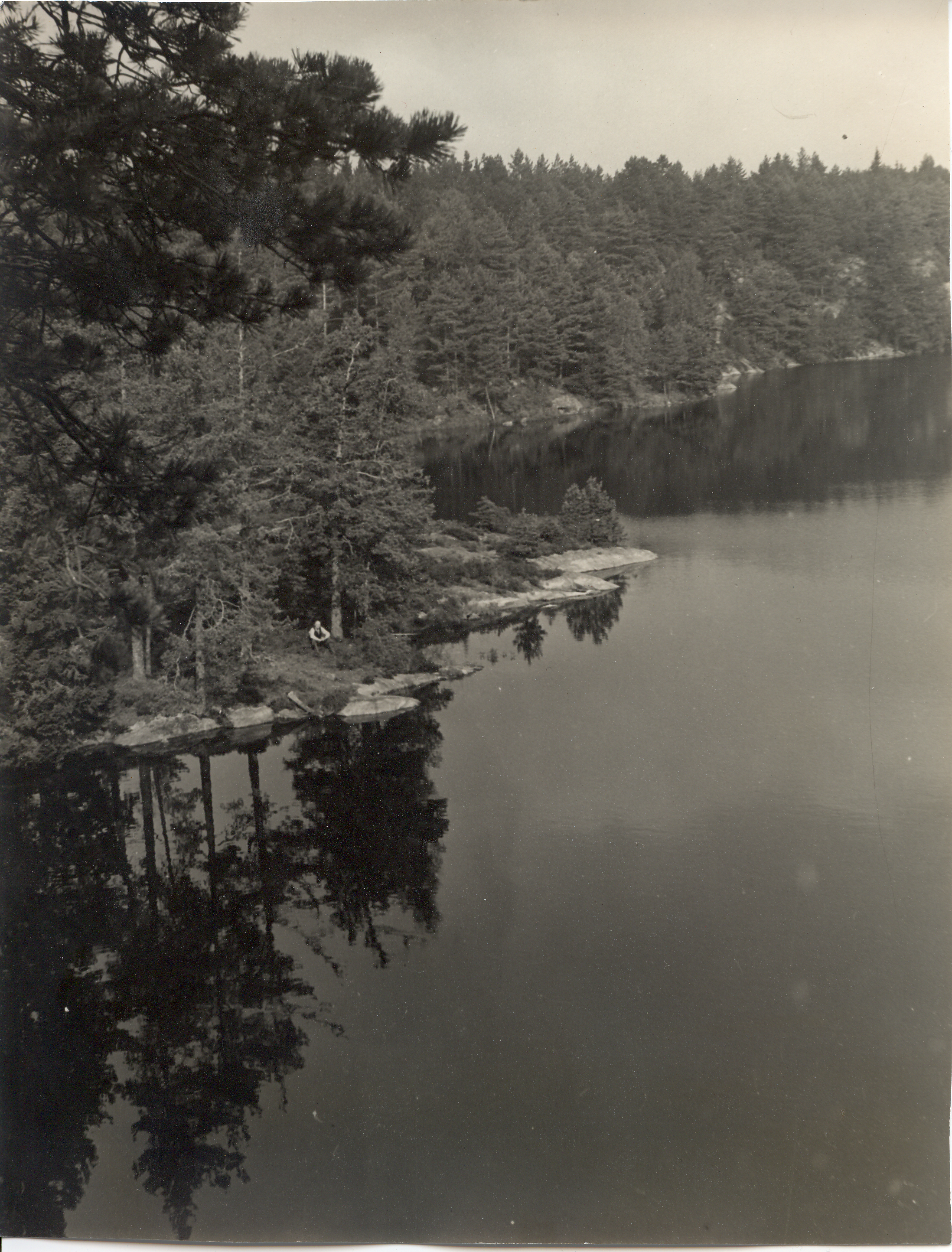
Gammalt foto (1920-1960) av Härsvatten
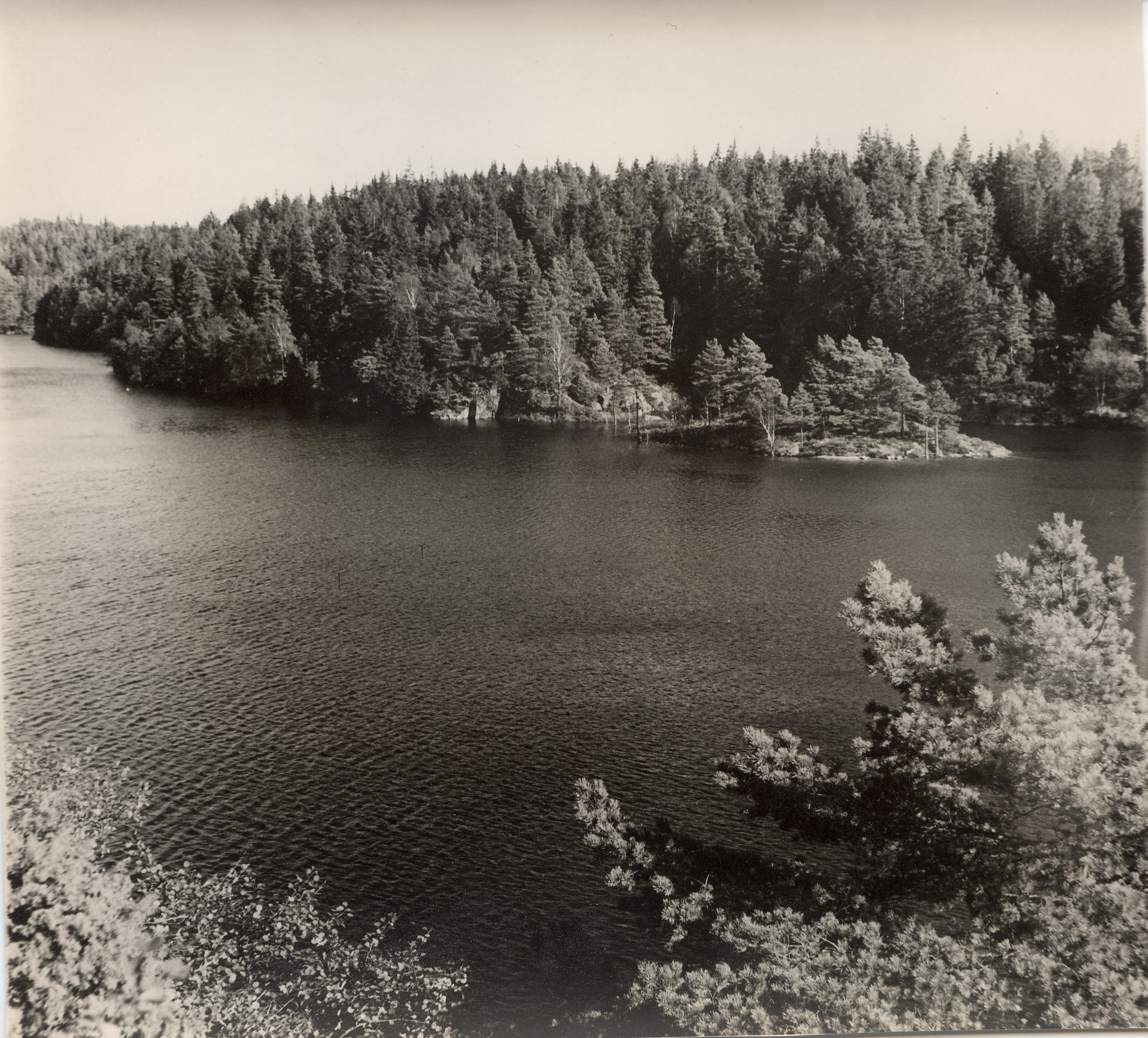
Gammalt foto (1920-1960) av Härsvatten
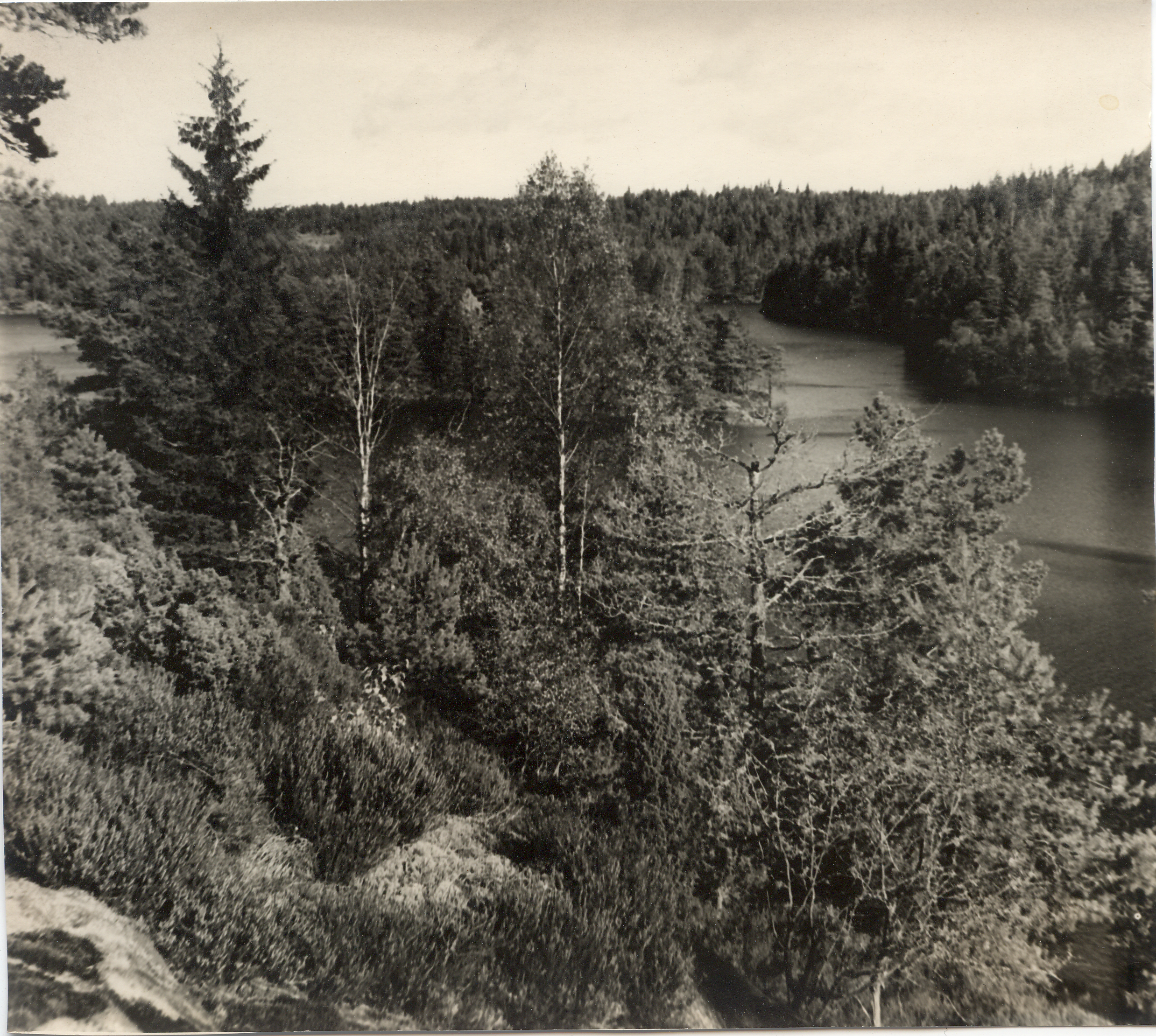
Gammalt foto (1920-1960) av Härsvatten